# Ropczyce
Ropczyce (udtale: [rɔpˈt͡ʂɨt͡sɛ], Yiddish: ראָפּשיץ, romaniseret: Ropshitz) er en by i den vestlige centrale del af Voivodskabet Nedrekarpater i det sydøstlige Polen. Rzeszów har 15.815(2021) indbyggere og et areal på 47,03 km². Den er en del af powiatet (amt) Ropczyce-Sędziszów.
Den liger i dalen til floden Wielopolka (en biflod til Wisłoka ).

## Historie
Den første henvisning til Ropczyce stammer fra et dokument fra 1252, som bekræftede brødrene Klemens og Marek Gryfs donation af jorden til et cistercienser kloster i Szczyrzyc nær Limanowa.
Omkring dette tidspunkt blev Ropczyce beskadiget af et tatarisk angreb. I 1266 blev bosættelsen ødelagt af en hær bestående af ruthenere, tatarer og litauisken tropper, ledet af den ruthenske prins 'Ioann (John) Shvarn' (polsk:  Szwarno), ukrainsk: Шварно). Ropczyce blev en by den 3. marts 1362, da den polske konge, Kasimir 3. af Polen, gav den byrettigheder (Magdeburg-rettigheder). Samtidig gjorde han to brødre, Jan og Mikolaj Gielnic til første wójts eller Advocatus (en) af den nye by.